# Rothus purpurissatus
Rothus purpurissatus là một loài nhện trong họ Pisauridae.
Loài này thuộc chi Rothus. Rothus purpurissatus được Eugène Simon miêu tả năm 1898.

## Hình ảnh

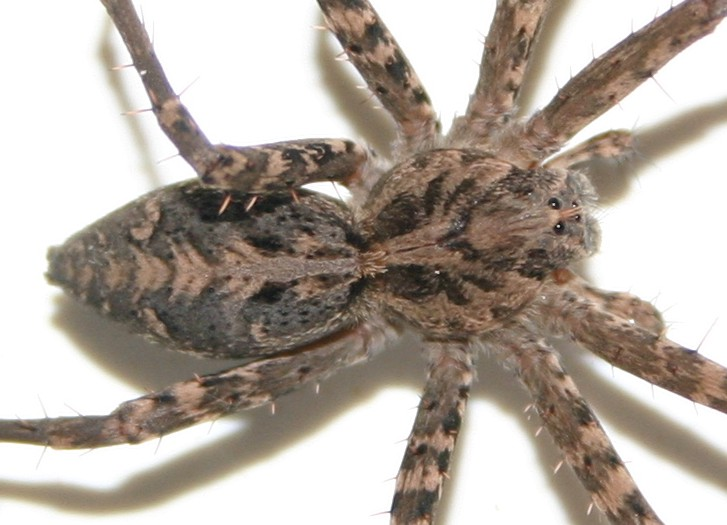